# Swedish GT Series 2010
Swedish GT Series 2010 var den första säsongen av Leif Lindström Promotion AB:s GT-serie Swedish GT Series. Säsongen startades på Anderstorp Raceway den 16 maj och avslutades på Ring Knutstorp den 28 augusti. Martin Nelson blev mästare i GTA-klassen, medan Lars Edvardsson blev det i GTB.

## Kalender
| Datum      | Bana               | Segrare GTA                     | Bil            | Segrare GTB     | Bil         |
| ---------- | ------------------ | ------------------------------- | -------------- | --------------- | ----------- |
| 16 maj     | Anderstorp Raceway | Martin Nelson                   | Ferrari 430    | Lars Edvardsson | Ferrari 360 |
| 16 maj     | Anderstorp Raceway | Fredrik Larsson Ingvar Mattsson | Porsche 997    | Lars Edvardsson | Ferrari 360 |
| 5 juni     | Mantorp Park       | Pär Lindstedt                   | Ferrari 430 GT | Lars Edvardsson | Ferrari 360 |
| 5 juni     | Mantorp Park       | Pär Lindstedt                   | Ferrari 430 GT | Hampus Rydman   | Ginetta G50 |
| 28 augusti | Ring Knutstorp     | Fredrik Lestrup Stanley Dickens | BMW            | Lars Edvardsson | Ferrari 360 |

## Slutställningar

### GTA
| Pl. | Förare                   | Team                  | Bil                     | Pts. |
| --- | ------------------------ | --------------------- | ----------------------- | ---- |
| 1   | Martin Nelson            | IKC Scuderia Autoropa | Ferrari F430 Challenge  | 36   |
| 2   | Torbjörn Ekstrand        | IKC Scuderia Autoropa | Ferrari F430 Challenge  | 22   |
| 3   | Anders Gustavsson        | Magic Racing          | Ginetta G50R            | 22   |
| 4   | Pär Lindstedt            | IKC Scuderia Autoropa | Ferrari F430 GT         | 21   |
| 5   | Tony Rickardsson         | PWR Racing Team       | Porsche 911 GT3 Cup 997 | 17   |
| 5   | Peter "Poker" Wallenberg | PWR Racing Team       | Porsche 911 GT3 Cup 997 | 17   |
| 7   | Fredrik Larsson          | Mattsson Fasteners    | Porsche 911 GT3 Cup 997 | 16   |
| 7   | Ingvar Mattsson          | Mattsson Fasteners    | Porsche 911 GT3 Cup 997 | 16   |
| 9   | Filip Larsson            | IKC Scuderia Autoropa | Ferrari F430 Challenge  | 14   |
| 9   | Johan Bonnier            | IKC Scuderia Autoropa | Ferrari F430 Challenge  | 14   |
| 11  | Christian Kinch          | IKC Scuderia Autoropa | Ferrari F430 Challenge  | 13   |
| 12  | Fredrik Lestrup          | WestCoast Racing      | BMW Z4                  | 11   |
| 12  | Stanley Dickens          | WestCoast Racing      | BMW Z4                  | 11   |
| 12  | Björn Gustavsson         | Magic Racing          | Ginetta G50R            | 11   |
| 12  | Tommy Lindroth           | IKC Scuderia Autoropa | Ferrari F430 Challenge  | 11   |
| 16  | Daniel Haglöf            | PWR Racing Team       | Porsche 911 GT3 Cup 997 | 8    |
| 16  | Carl Rosenblad           | PWR Racing Team       | Porsche 911 GT3 Cup 997 | 8    |
| 18  | Alexander Haegermark     | Empoli                | Porsche 911 GT3 Cup 996 | 6    |
| 18  | Mikael Ohlsson           | Empoli                | Porsche 911 GT3 Cup 996 | 6    |
| 18  | Oscar Palm               | IKC Scuderia Autoropa | Ferrari F430 Challenge  | 6    |
| 21  | Emil Persson             | Hagman                | Ferrari F430 Challenge  | 4    |
| -   | Anders Grundström        | ?                     | Porsche 911 GT3 Cup 996 | 0    |
| -   | M. Grundström            | ?                     | Porsche 911 GT3 Cup 996 | 0    |
| -   | Martin Jarl              | ?                     | ?                       | 0    |
| -   | Sten Jarl                | ?                     | Dodge Viper             | 0    |

### GTB
| Pl. | Förare                   | Team                  | Bil                     | Pts. |
| --- | ------------------------ | --------------------- | ----------------------- | ---- |
| 1   | Lars Edvardsson          | IKC Scuderia Autoropa | Ferrari F360 Challenge  | 48   |
| 2   | Hampus Rydman            | PWR Racing Team       | Ginetta G50             | 43   |
| 3   | Peter "Poker" Wallenberg | PWR Racing Team       | Ginetta G50             | 26   |
| 4   | Fredric Magnusson        | PWR Racing Team       | Ginetta G50             | 16   |
| 5   | Jan-Eric Lindgren        | ?                     | Ferrari 360             | 6    |
| 6   | Kaj Hagman               | Naverviken            | Porsche 911 GT3 Cup 996 | 5    |
| 6   | Reine Svensson           | Naverviken            | Porsche 911 GT3 Cup 996 | 5    |
| 8   | Martin Jarl              | Jarl Motorsport       | BMW M3                  | 4    |

### Teammästerskapet
| Pl. | Team                  | Pts. |
| --- | --------------------- | ---- |
| 1   | IKC Scuderia Autoropa | 32   |
| 2   | PWR Racing Team       | 13   |
| 3   | Magic Racing          | 9    |
| 4   | Mattsson Fasteners    | 8    |
| 5   | WestCoast Racing      | 6    |
| 6   | Empoli                | 3    |
| 7   | Naverviken            | 1    |